# (12052) Arétaon
(12052) Arétaon, désignation internationale (12052) Aretaon, est un astéroïde troyen jovien.

## Description
(12052) Arétaon est un astéroïde troyen jovien, camp troyen, c'est-à-dire situé au point de Lagrange L5 du système Soleil-Jupiter. Il présente une orbite caractérisée par un demi-grand axe de 5,247 UA, une excentricité de 0,067 et une inclinaison de 11,5° par rapport à l'écliptique.
Il est nommé en référence au personnage de la mythologie grecque Arétaon, acteur du conflit légendaire de la guerre de Troie.

## Compléments